# 大欖涌巴士總站
大欖涌巴士總站（英文：Tai Lam Chung Bus Terminus）是香港新界屯門區的巴士總站，位於青山公路大欖涌，現時有1條巴士路線以此處為總站，另外有6條巴士路線途經此站。

## 位置
大欖巴士總站位於青山公路大欖段，即屯門公路往青龍頭和深井方向，靠近海關訓練學校和職業訓練局海員訓練中心，臨近屯門區東面分界線，只要再朝向東走就進入荃灣區。

## 歷史
雖然早至1920年代已有巴士路線取道青山公路，是由元朗往返九龍市區，屯門公路也於1978年通車，但青山灣一帶的物業於1980年代末期才開始大規模發展。
政府為配合輕鐵通車，實施輕鐵專區，限制屯門（及元朗）區內的公共交通工具，只准九鐵經營屯門區區內巴士路線。由於青山公路青山灣段至大欖段一帶都屬於屯門區，受到輕鐵專區影響，加上沿岸居民有一定交通需求，九鐵開辦輕鐵接駁巴士521線，由大欖往返屯門市中心，以滿足青山公路大欖至青山灣沿線居民對內交通需求，營辦初期以大欖涌村為總站，後來因發生事故，總站於1990年遷往現址。
現今港鐵巴士K51綫以大欖與富泰邨為總站。
如欲前往青山公路的「大欖涌」分站（東行），須往對面乘車。

## 總站路線

### 港鐵巴士K51線
- 富泰 ↔ 大欖

港鐵巴士營運的一條屯馬綫接駁巴士路線，行走富泰邨及大欖之間，途經屯門站及兆康站。原為1988年9月25日配合九廣輕鐵第一期全線通車投入服務的521線，2003年12月14日起配合九廣西鐵即將通車改稱K51，初時使用二十四座小巴，往來屯門市中心至大欖，大欖總站設於大欖涌路，後因客量增加，為方便改用雙層巴士行走，1990年8月26日起大欖總站遷往青山公路與大欖涌路交界，不入大欖涌路。

## 途經路線

### 九龍巴士52X線
- 屯門市中心 ↔ 旺角（柏景灣）

香港的一條日間巴士路線，提供空調巴士服務，行走屯門市中心及旺角（柏景灣）之間。

### 九龍巴士53線
- 元朗（形點） ↔ 荃灣（如心廣場）

香港新界的一條巴士路線，來往元朗（東）及荃灣如心廣場。

### 九龍巴士61A線
- 友愛（南） → 屯門公路轉車站

### 九龍巴士61M線
- 友愛（南） ↔ 荔景（北）

香港新界一條來往友愛（南）及荔景（北）的巴士路線。取代以前的52M、60、261M、262P路線。

### 九龍巴士61P線
- 掃管笏 ↔ 荃灣站

### 九龍巴士252線
- 屯門公路轉車站 ↺ 掃管笏

香港新界的一條巴士路線，來往掃管笏及屯門公路轉車站。

### 九龍巴士N252線
- 美孚 → 屯門（三聖邨）

### 過海隧道巴士952線
- 屯門（置樂花園） ↔ 銅鑼灣（摩頓台）

香港一條西區海底隧道巴士路線，來往置樂花園及至銅鑼灣，港島由城巴獨自經營。

### 過海隧道巴士952C線
- 掃管笏 → 太古（康怡廣場）（上午班次）
鰂魚涌（新威園） → 掃管笏（下午班次）

香港一條西區海底隧道巴士路線，來往掃管笏及至鰂魚涌，能直接前往港島東的專利巴士路線，由城巴獨自經營。

### 過海隧道巴士952P線
- 屯門（置樂花園） → 銅鑼灣（摩頓台）
- 掃管笏 → 銅鑼灣（摩頓台）（特別班次）

香港一條西區海底隧道巴士路線，由置樂花園至銅鑼灣，港島由城巴獨自經營。

### 過海隧道巴士962線
- 屯門（龍門居） ↔ 銅鑼灣（摩頓台）

香港一條西區海底隧道巴士路線，來往港島及屯門（龍門居），由城巴獨自經營。

### 過海隧道巴士N952線
- 屯門（置樂花園） ↔ 銅鑼灣（摩頓台）

### 過海隧道巴士N962線
- 屯門（龍門居） ↔ 銅鑼灣（摩頓台）

香港一條通宵服務的西區海底隧道巴士路線，來往港島及屯門（龍門居），由城巴獨自經營。

## 將來發展
本總站於屯門公路旁，因此政府曾在憲報刊登公告，建議在屯門公路設立巴士轉乘站，改善該處的巴士網絡。
建議進行的工程包括在屯門公路往九龍及屯門方向興建巴士轉乘站，並進行相關道路工程；修改青山公路-大欖段現有道路交界處；興建行人天橋及相關的樓梯和升降機，與本站連接，以及擴闊大欖角附近的現有行車天橋；修改大欖角附近的現有海堤；以及進行附屬工程，包括斜坡、渠務、環境美化和公用設施工程。